# Paulo Manso
Paulo Manso (Figueira da Foz, 16 de Novembro de 1896 — Lisboa, 19 de Junho de 1982) foi um violinista português.
Estudou com o pai, tendo mais tarde feito o curso de Violino no Conservatório Nacional de Lisboa.
Continuou os estudos em Paris com Maien Capet e Guillaume Renn.
Recebeu o Prémio Moreira de Sá, foi diretor e professor de Violino da Academia de Música do Funchal e pertenceu durante vários anos à Orquestra Sinfónica da Emissora Nacional.